# Seigneurs de la jungle
Pour plus de détails, voir Fiche technique et Distribution.
Seigneurs de la jungle (titre original : Bring 'Em Back Alive) est un film américain réalisé par Clyde E. Elliott d'après un livre de l'aventurier américain Frank Buck, sorti en 1932.
Il a inspiré par la suite la série télévisée des années 1980 Frank, chasseur de fauves.

## Synopsis
Le trappeur et explorateur Frank Buck parcourt la jungle malaisienne avec Ali, son fidèle compagnon.

## Fiche technique
- Titre original : Bring 'Em Back Alive
- Réalisation : Clyde E. Elliott

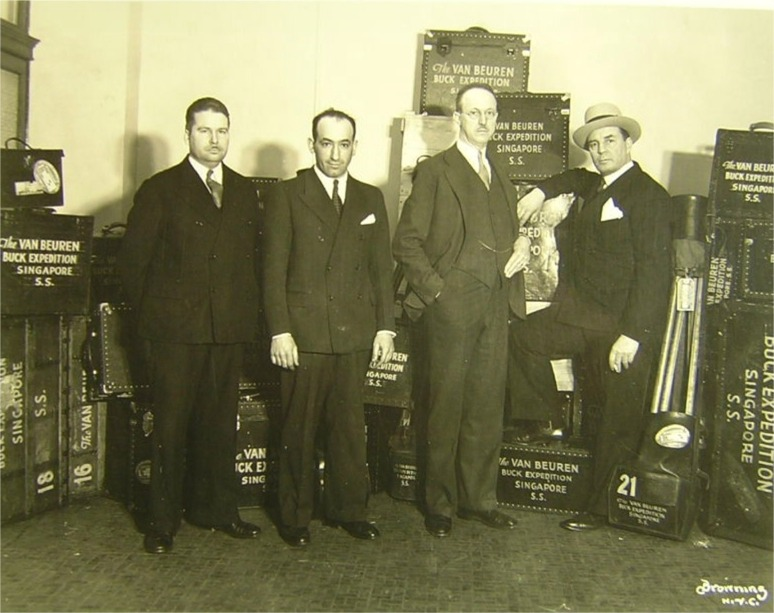
De gauche à droite : le cameraman Nicholas Cavaliere, le directeur de la photographie Carl Berger, le réalisateur Clyde E. Elliott, et la star Frank Buck, prêts à partir pour le tournage en Extrême-Orient

- Scénario : Frank Buck et Edward Anthony
- Production : Van Beuren Studios
- Caméraman : Nicholas Cavaliere
- Directeur de la photo : Carl Berger
- Durée : 65 minutes
- Dates de sortie : 
  - États-Unis : 17 juin 1932
  - France : 24 février 1933

## Distribution
- Frank Buck : narrateur et acteur

## Distinctions
Le film a été nommé au Festival de Venise en 1932.